# Shigezhuang, Baodi
Shigezhuang är en köping i Kina. Den ligger i storstadsområdet Tianjin, i den norra delen av landet, omkring 74 kilometer norr om stadens centrum.